# Кастелина ин Кианти
Кастелѝна ин Киа̀нти (на италиански: Castellina in Chianti) е малко градче и община в централна Италия, провинция Сиена, регион Тоскана. Разположено е на 578 m надморска височина. Населението на общината е 2971 души (към 2010 г.).